# ژان تولو
ژان تولو (فرانسوی: Jean Toulout‎؛ ۲۸ سپتامبر ۱۸۸۷ – ۲۳ اکتبر ۱۹۶۲) یک هنرپیشه، کارگردان فیلم، و فیلم‌نامه‌نویس اهل فرانسه بود. وی همچنین برنده جوایزی همچون لژیون دونور شده‌است.

## گزیده فیلمشناسی
از فیلم‌ها یا برنامه‌های تلویزیونی که وی در آن نقش داشته‌است می‌توان به آثار زیر اشاره کرد.
- مونت کریستو (فیلم ۱۹۲۹)
- جودیت (فیلم ۱۹۶۶)
- بینوایان (فیلم ۱۹۲۵)
- گوشواره‌های مادام…